# Virginia Hesse
Virginia Hesse là một công chức và nhà ngoại giao Ghana. Bà là đại sứ của Ghana tại Cộng hòa Séc. Bà dành toàn bộ sự nghiệp chuyên nghiệp của mình trong dịch vụ công cộng Ghana.

## Tiểu sử
Một người gốc Osu, Accra, Virginia Hesse là thành viên của gia đình nổi tiếng Euro-Ga, bang Hawai. Bà là cựu sinh viên của Đại học Ghana, Legon và làm việc tại Bộ Thương mại và Công nghiệp ở Accra, với tư cách là một sĩ quan thương mại. Bà đã tuyên thệ nhậm chức Đại sứ Ghana tại Cộng hòa Séc, cùng với bốn đặc phái viên khác, vào ngày 2 tháng 8 năm 2017 bởi Nana Akufo-Addo; Tổng thống Ghana. Bà là một Trưởng lão trọn đời và là thành viên của Giáo hội Trưởng lão Ebenezer, Osu.
Anh trai của cô, Lebrarou Wilhelm Fifi Hesse (1934 - 2000) là học giả người da đen gốc Phi đầu tiên, Tổng giám đốc hai lần của Tổng công ty phát thanh truyền hình Ghana và là thành viên của Ủy ban dịch vụ công cộng Ghana  Em trai của cô, Christian Hesse từng là đại sứ của Ghana tại Liên Xô và sau đó đến Nga trong những năm 1980 và 1990.